# Sentino
Sentino, właśc. Sebastian Enrique Alvarez Pałucki (ur. 8 czerwca 1983 w Berlinie) – niemiecko-polski raper pochodzenia chilijskiego. Tworzy teksty w czterech językach: niemieckim, polskim, hiszpańskim i angielskim.

## Wczesne życie
Jest synem Chilijczyka Manuela Alvareza i Polki Beaty Pałuckiej. Dorastał w dzielnicy Pankow. Kiedy miał pięć lat, jego rodzice się rozwiedli, od tego czasu wychowywała go tylko matka, z którą przez krótki czas mieszkał u rodziny w Gorzowie Wlkp. Jakiś czas po rozstaniu, gdy Manuel Alvarez znalazł nową kobietę, urodził się brat Sentino Emilio Alvarez Fidler oraz siostra Ana Kamila Alvarez Fidler. W 1994 roku zmarł jego dziadek Roman Pałucki, mieszkający wtedy w Warszawie. W wieku 13 lat Sebastian zmienił szkołę, przez problemy jakie w niej miał. Zaczął buntować się przeciwko każdemu, palił na lekcjach itp. przez co nie zdał klasy mimo wstawiennictwa swojej mamy. W wieku 15 lat Sentino zaczął pisać pierwsze niemieckie teksty rapowe, wtedy również w 9 klasie rzucił gimnazjum z racji tego, że chciał zająć się tylko i wyłącznie tworzeniem muzyki. Jedną z jego najbardziej prominentnych bitew freestyle'owych w tamtych czasach była ta z Jodą na Mixery Raw Deluxe Battle, kiedy miał 16 lat i występował jeszcze pod ksywą Enrique. 

## Kariera
Kiedy Sentino miał około 16 lat został dostrzeżony przez rapera Joego Rilla z grupy Analphabeten, a później poznał Kool Savasa. W 1999 podpisał kontrakt z wytwórnią Def Jam Recordings, która miała wydać jego album, do czego jednak ostatecznie nie doszło. Kolejny kontrakt podpisał z wytwórnią BMG Subword, również bez powodzenia próbując wydać płytę.
Na początku XXI w. współpracował z niemieckimi raperami i wytwórniami m.in. Bushido, Berlin hat den Ostblokk, Optik Records, PX-Records, Eko Fresh, Fler czy Aggro Berlin. W 2002 stworzył piosenkę korzystając z podkładu muzycznego Kanyego Westa. W 2004 podpisał kontrakt w nowo założonej wytwórni 5 vor 12 Records. 20 października 2006 wydał swój debiutancki album pt. Ich bin deutscher Hip Hop. Po premierze reedycji płyty nie przedłużył kontraktu w wytwórni 5 vor 12. 30 listopada 2007 wydał mixtape pt. Sentino… und stolz drauf!.
W drugiej dekadzie XXI w. przeprowadził się do Warszawy, gdzie zaczął nagrywać pierwsze utwory w języku polskim i nawiązał współpracę z lokalnymi raperami, takimi jak Diho, z którym założył zespół GMLL. W lutym 2012 wydał album pt. Stiller Westen. Dwa lata później wydał albumy Zabójstwo liryczne i Stiller Esten. W 2015 premierę miał jego kolejny album - Zabójstwo Liryczne 2.0. W 2016 wydał cztery single: „Il Duce”, „Tatuażyk”, „Pistolet” oraz „Ingenieur des Verbrechens”. W 2017 zakończył współpracę Malikiem Montaną i Diho w atmosferze konfliktu, wskutek czego odszedł z wytwórni GMLL. Następnie wyprowadził się do Niemiec, gdzie wydał album pt. Sentino's Way 3. 
W 2020 wydał album pt. Zabójstwo liryczne III i wypuścił utwór „Świattomójplaczabaw”, który nagrał z Quebonafide, jednak brak uiszczonego honorarium za refren w wykonaniu Sentino był później przedmiotem konfliktu między wykonawcami. 
W 2021 wydał minialbum pt. Zabójstwo liryczne. Epilog oraz nawiązał współpracę z youtuberem TheNitroZyniakiem, z którym nagrał utwór „Trójkąt bermudzki” z gościnnym udziałem Masnego Bena. W 2022 zerwał współpracę z TheNitroZyniakiem w atmosferze konfliktu. 27 października 2022 roku w klubie B17 w Poznaniu rozpoczął ogólnopolską trasę koncertową promującą płytę ZL4EVER.
Pod koniec 2023 podjął współpracę z youtuberem Truemanem, z którym wypuścił dwa single: „Damelo” i „Wesołych świąt” oraz wydał autobiografię pt. Tatuażyk. W kwietniu 2024 razem z twórcą internetowym Tomaszem Olejnikiem wydał utwór „DiSs Na Nitro”.

## Dyskografia

### Albumy studyjne
- 2002: Kunst des Krieges (album niewydany oficjalnie, wyciek w 2012)
- 2005: Sentino's Way
- 2005: La Vida Loca
- 2006: Ich bin deutscher Hip Hop
- 2012: Stiller Westen
- 2014: Wilder Westen
- 2014: Polish Cocaine
- 2014: Zabójstwo Liryczne
- 2015: Zabójstwo Liryczne 2.0
- 2017: Sentinos Way 3 - Sohn des Paten
- 2017: Lost Tapes
- 2018: El Malo
- 2018: Zabójstwo liryczne 0 – Duc de Pologne
- 2019: Ganando la Vida
- 2020: Zabójstwo liryczne III
- 2021: Smile[14]
- 2021: Czary Mary[15]
- 2021: Fenix
- 2021: King Sento – złota płyta[16]
- 2021: Zabójstwo Liryczne EPilog
- 2022: Aporofobia[17] – złota płyta[16]
- 2022: Megalomania[18] – platynowa płyta[19]
- 2022: ZL4EVER
- 2023: Kołysanki Dla Ulicy
- 2023: Wo ist mein geld
- 2024: Sangue blu
- 2024: BUSSINESS NOTHING PERSONAL
- 2025: DOMINACJA GENETYCZNA ALVAREZA PAŁUCKIEGO
- 2025: Casablanca
- 2025: King Sento 2

### Mixtape’y / kompilacje i inne
- 2005: Sentino’s Way – Fall und Aufstieg (często jako mixtape)
- 2005: Sentino’s Way II – La Vida Loca
- 2007: Sentino … und stolz drauf
- 2011: Duc de Pologne
- 2012: Polish Cocaine (wyróżniony na niektórych listach jako album czy kompilacja)
- 2014: Wilder Westen
- 2014: Zabójstwo liryczne (pierwszy polski album, często klasyfikowany jako mixtape)
- 2015: Zabójstwo liryczne 2.0 (mixtape/reedycja)
- 2018: Zabójstwo liryczne 3.0 (remix/edycja)
- 2020: 20/20

### EP'ki
- 2018: El Malo[20]
- 2019: Ganando la vida
- 2021: Zabójstwo Liryczne EPilog
- 2024: BUSINESS NOTHING PERSONAL
- 2025: DOMINACJA GENETYCZNA ALVAREZA PAŁUCKIEGO

### Single
- 2002: „Sag bescheid”
- 2006: „Ich bin deutscher Hip Hop”
- 2006: „Spiegel” (dla magazynu Juice)[21]
- 2006: „Grundausbildung” (dla magazynu Juice)[22]
- 2006: „Jucie Xclusive” (oraz Kid Kobra)
- 2007: „Realtalk” (dla magazynu Juice)[23]
- 2011: „Duc de Pologne”
- 2014: Postbote  (oraz Olexesh)
- 2015: „Vitalyi”
- 2016: „Il Duce”
- 2016: „Tatuażyk”
- 2016: „Pistolet”
- 2016: „Ingenieur des Verbrechens”
- 2017: „Milieu”
- 2017: ,,Skąd ty to znasz” (oraz Diho)
- 2017: „Zapytaj o mnie” (oraz Malik Montana)
- 2018: „Parę kulek” (oraz Malik Montana)
- 2020: „Rio”
- 2020: „Algeciras” – złota płyta[16]
- 2020: „Remy Martin”
- 2020: „Brak słów” (oraz Bedoes)
- 2020: „Era”
- 2021: „Smile”
- 2021: „Broskis”
- 2021: „Blessuren”
- 2021: „Bańka”
- 2021: „Cień i ja”
- 2021: „Sicario”
- 2021: „Givenchy”
- 2021: „La Línea”
- 2021: „Kokaina”
- 2021: „Życie, które znam”
- 2021: „Rio”[24] – platynowa płyta[19]
- 2022: „Ekstaza”
- 2021: „Helikopter nad blokiem”
- 2021: „Hurra!!!”
- 2021: „PSG”
- 2021: „Ostatnia nocka, ale to DRILL” (oraz Młody Klakson i Maciej Maleńczuk, gośc. Yugopolis) – platynowa płyta[19]
- 2022: „Powww!” (oraz Schwesta Ewa) – 2× platynowa płyta[19]
- 2022: „Trójkąt bermudzki” (oraz Nitro, Masny Ben, MGNG) – platynowa płyta[25]
- 2022: „Midas” – platynowa płyta[19]
- 2022: „Ekstaza”
- 2022: „Hipnoza”
- 2022: „Duc de Pologne”
- 2022: „Superhero”
- 2022: „Lato”[26] – 3× platynowa płyta[19]
- 2022: „Verbrecher” (oraz Preussisch Gangstar)
- 2023: „Smooth”
- 2023: „Kosmos” – platynowa płyta[19]
- 2023: „Skandal” – złota płyta[16]
- 2023: „Niebieski ptak”
- 2023: „Ratatata”
- 2023: „Semi Automatic”
- 2023: „Hollywood Habibi”
- 2023: „Damelo" (oraz Trueman)
- 2023: „Wesołych Świąt" (oraz Trueman)
- 2024: „Nóż we krwi" (oraz Trueman)
- 2024: „DiSs Na Nitro" (oraz Olejnik)
- 2024: „Bez Gumy"
- 2024: „BADMAN"
- 2024: „Kolejna Nocka" (oraz Olejnik, Ares)
- 2024: „PIFF III"
- 2024: „Bandytka"
- 2025: „Casablanca”
- 2025: „LOST” (oraz Fagata)
- 2025: „LEGEND”